# Orang Laut
Orang Laut (jinak též Mořští lidé; označováni též Mořští nomádi apod.) je souhrnné označení různých kmenů a skupin (Badjau, Barok, Illanum, Obian, Pesukuan, Sekah, Suluh aj.) žijících hlavně při ústí velkých řek na pobřeží Myanmaru, Thajska, Malajsie, Indonésie a jižních Filipín.
Mluví jazyky podobnými malajštině, které jsou ovlivněny jinými různými jazyky jihovýchodní Asie. Celkem se počet Orang Lautů odhaduje asi na 140000. Žijí na člunech a často se stěhují od ostrova k ostrovu. Většinou udržují tradiční animistické náboženství, část přijala islám. Jsou hlavně rybáři a přepravci zboží, námořníci, stavitelé lodí, v minulosti i piráti a pašeráci, na Filipínách se živí jako lovci perel a trepangů. Dodnes občas (údajně jen pro rozptýlení) přepadávají usedlé obyvatele pobřeží a berou jim úrodu a dobytek. Některé skupiny (hlavně Badjau ze Sabahu v Malajsii) se začínají usazovat a věnují se zemědělství a chovu dobytka; mnozí pracují sezónně na plantážích, v průmyslu apod. Podle toho, jak a kde dlouho žijí, přejímají některé kulturní rysy svých usedlých sousedů